# Milou van Ham
Maria Louise Beatrix Cornelia (Milou) van Ham ( Berkel-Enschot, 2 september 1964) is een Nederlands beeldend kunstenares, die werkt als grafisch ontwerper, interieurontwerper, tekenaar, beeldhouwer, wandschilder en docent.
Van Ham is bekend van haar locatiegebonden kunstwerken in de openbare ruimte, waarin taal en beeld zijn geïntegreerd in de context van de locatie.

## Levensloop
Van Ham volgde van 1981 tot 1988 de lerarenopleiding aan het Mollerinstituut in Tilburg. In 1986 studeerde ze verder aan de Universiteit van Amsterdam aan de faculteit der wijsbegeerte, waar ze in 1988 haar propedeuse behaalde. Met workshops of cursussen verdiepte zich verder in de beroepspraktijk van de beeldende kunst.
Na haar studie heeft Van Ham zich in Rotterdam gevestigd, waar ze lang heeft gewoond en gewerkt. In 2024 is ze verhuisd naar Achtmaal in Zundert. In 1992 had ze een van haar eerste exposities bij de Stichting Still in Rotterdam met onder andere Francy Finke van Ateliers '63, Marry Overtoom, Maria Roosen en Q.S. Serafijn.
In het nieuwe millennium heeft Van Ham kunstopdrachten in de openbare ruimte uitgevoerd voor o.a. de Rijksgebouwendienst in Den Haag (2007), voor de gemeentes Spijkenisse (2009), Slochteren (2010), Houten (2010), en Leiden (2013), en voor derden.
In 2011 maakte Van Ham een studiereis naar Japan. Van 2013 tot 2017 was ze onderzoeksdocent aan de Willem de Kooning Academie in Rotterdam, en in 2014 doceerde ze aan de Gerrit Rietveld Academie in Amsterdam.

## Werk

### Vroege werken
Van Ham is vooral bekend van haar opmerkelijke locatiegebonden installaties. De constante in haar werk is, dat het bestaat uit tekst en specifiek over woordverzamelingen. Zo beschrijft het CBK Rotterdam (2011):    
...Van Ham verzamelt en groepeert woorden en ziet achter die taal en ordeningen een fascinerende rijkdom van vormen, structuren, verbanden, afspraken, betekenissen, interpretaties, die elke kijker in zijn eigen context plaatst. Daarmee gaan haar kunstwerken ook over aandacht, variaties en nuances, eigenschappen...
In 1994 realiseerde ze een van haar eerste opmerkelijke werken voor de Rotterdamse kunstenaar Aad Krol, zoals beschreven in De Volkskrant in 1994: 
...Milou van Ham... inventariseerde de inhoud van de twee ingebouwde kasten in de woonkamer plank voor plank en noteerde de uitkomst noteerde ze als tekst, die op de huiskamerdeuren werd gezeefdrukt. Daar staat de hele inhoud nu objectief naast elkaar: Avenue naast Allerhande, steengruis naast Monopolyspel, zin naast onzin. Hiermee onthult ook Van Ham indirect veel informatie over de eigenaars.
In januari 1998 voorzag Van Ham de ramen van café De Unie van 125 scheldwoorden en evenveel koosnamen. Kantel (1998) beschreef:
De titel van dit door het Rotterdamse Centrum Beeldende Kunst gesubsidieerde werk gaf weinig aanleiding tot verwarring: Scheldwoorden en koosnamen. 'Snoezepoes', 'wurrempie', 'kankertyphushoer', 'fuckmajoor', Van Ham plunderde boeken en straatconversaties om 'te tonen welke woorden mensen allemaal gebruiken om haat en liefde uit te drukken'. Na drie weken werd er echter een klacht ingediend bij het antidiscriminatiebureau radar en startte justitie in Rotterdam een strafrechtelijk vooronderzoek. De klacht die binnen was gekomen, betrof één afgedrukt woord: 'teringjood' De Rotterdamse Kunst Stichting wilde het vooronderzoek niet afwachten, maar sommeerde de kunstenares om met onmiddellijke ingang het woord weg te halen
Dit incident liep in Rotterdam met een sisser af. In een reactie in De Volkskrant zei Van Ham zelf: 
Je moet het woord in de context van het kunstwerk zien. Het gaat erom dat ik toon welke woorden mensen allemaal gebruiken om haat en liefde uit te drukken. Blijkbaar verwacht ik van het publiek te veel begrip.
In 2002 werd in het nieuwe Luxor Theater een door Milou van Ham gemaakte glaswand onthuld.

### Werken in het nieuwe millennium

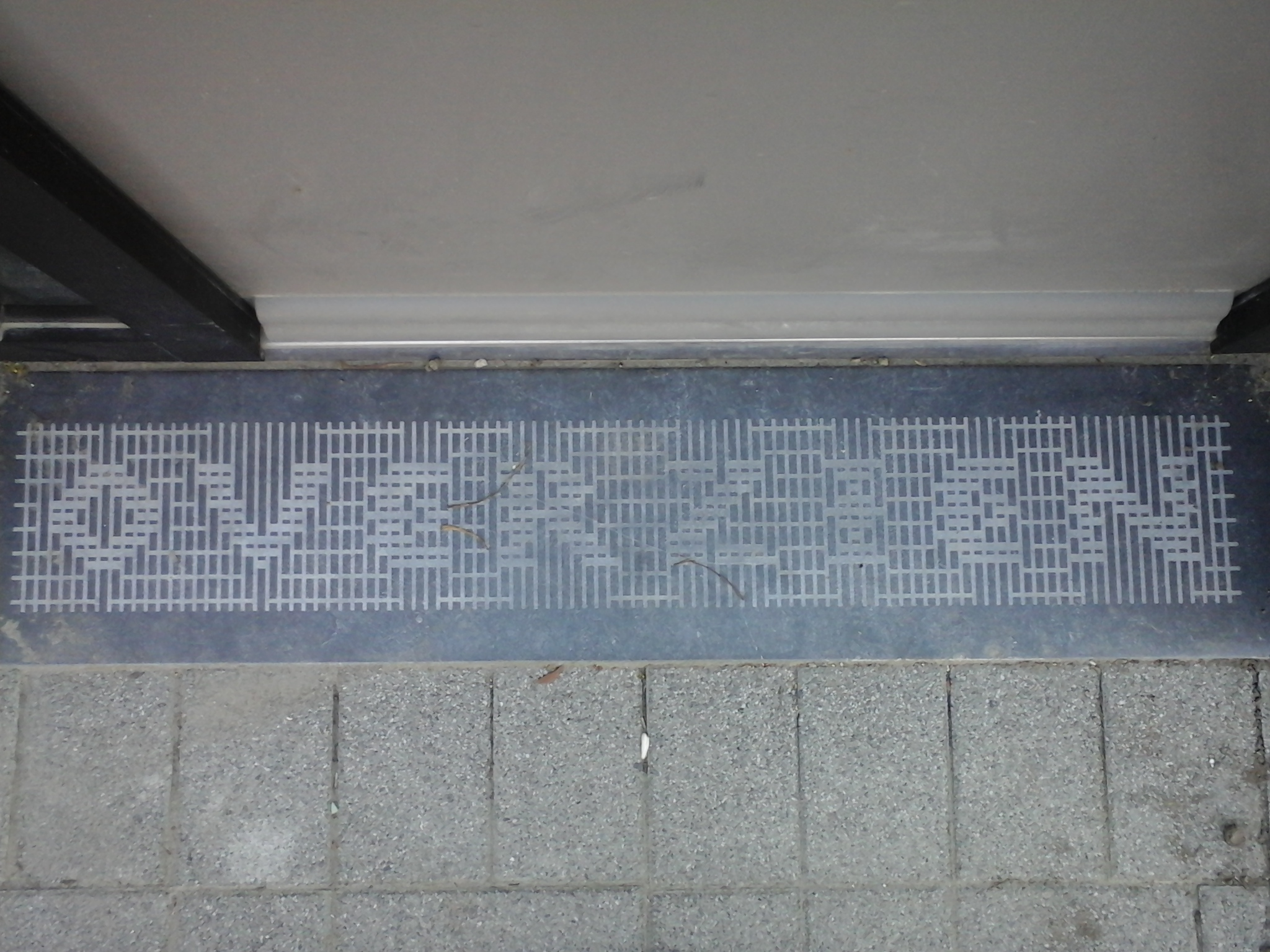
Kunstwerk OVER, Overzien, 2018

Terwijl haar vroege werk zich richtte op productvormgeving en vormgeving van de binnenruimte, is Van Ham zich in het nieuwe millennium meer gaan richten op de buitenruimte. Zo realiseerde ze kunstprojecten in de openbare ruimte in in Den Haag (2007), Spijkenisse (2009), Slochteren (2010), Houten (2010), en Leiden (2013).
Voor de Woontoren De Verkenner in Kanaleneiland, Utrecht ontwierp Van Ham rond 2014 een textuur van 13.000 keramische tegels, die waren voorzien van in totaal 16 verschillende teksten van Tsead Bruinja. Een tekst luidde: 
buren van buren
werden buren van vrienden
openden lachend hun deuren
Het door Mei architects and planners ontworpen gebouw zelf is door de Branchevereniging Nederlandse Architectenbureaus (BNA) genomineerd voor beste gebouw van 2018.
Van 2014 tot 2017 is aan de Hooidrift in Rotterdam een door burgers zelf ontwikkeld huizenblok, CPO Hooidrift, gerealiseerd. Van Ham werd betrokken om een kunstwerk te ontwerpen vanuit de opdracht "iets te maken dat zou bemiddelen tussen de huizen en de buurt." De Volkskrant beschreef het resultaat als:
Vanuit het idee dat je om bij elkaar te komen over een drempel moet, verwerkte zij in de drempels bij de voordeuren en de poort naar de binnentuin een reeks woorden die beginnen met 'over': overgave, overnemen, overdreven.
In totaal bestaat het kunstwerk uit een twintigtal drempels, en een enkele vensterbank, van een tekst voorzien (zie afbeelding). Aan het eind van het huizenblok is een poort naar de tuinen met een dubbele deur, voorzien van over-eind.

## Exposities, een selectie
- 1992. Stichting Still in Rotterdam[4]
- 1994. Expositie bij Galerie Brutto Gusto, Rotterdam[12]
- 1997. Van alles één. Milou van Ham t/m 6 april bij Villa Alckmaer, CBK, Rotterdam.[13][14]
- 2005. De Rotterdamse Zomersalon, sculpturen, kroonluchters, tekeningen, glasobjecten en foto's over het thema zomer van zeven Rotterdamse kunstenaars. Brutto Gusto, Rotterdam met werk van oa. Hans van Bentem, Milou van Ham, Joep van Lieshout, Maja Zomer en Jean-Marc Spaans[15]

## Publicaties, een selectie
- Van Ham, Milou. 1800 woorden 900 duo's. Milou van Ham. Rotterdam, 1992.[16]
- IJsseling, Hester. Ham, Milou van. Delocaties 03. Centrum Beeldende Kunst Rotterdam, 1998.
- Sandra Smallenburg. Letterwerk : de woordverzamelingen van Milou van Ham. TPG Post, 2003.
- Cassandra Wilkins. Milou van Ham: tijd kleur liefde detail : van betovering tot wanneer : Ypenburg. Project Ypenburg, 2003.
- BIS. Arabische typografie: Reza Abedini ; Chris Keulemans ; Milou van Ham ; Grafisch protest in Amerika, BIS, 2004.

### Fotogalerij

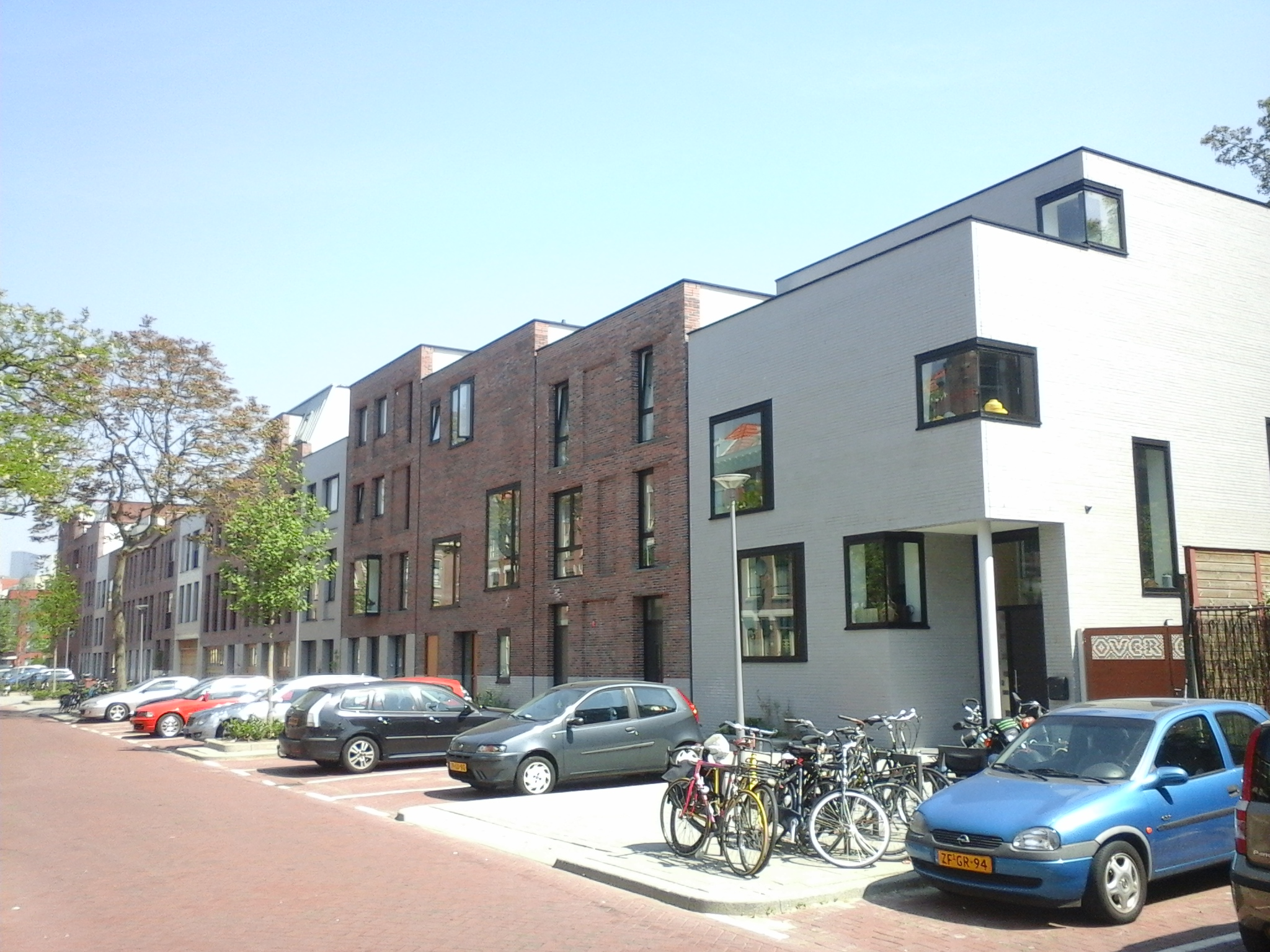
CPO Hooidrift, huizenblok, 2018
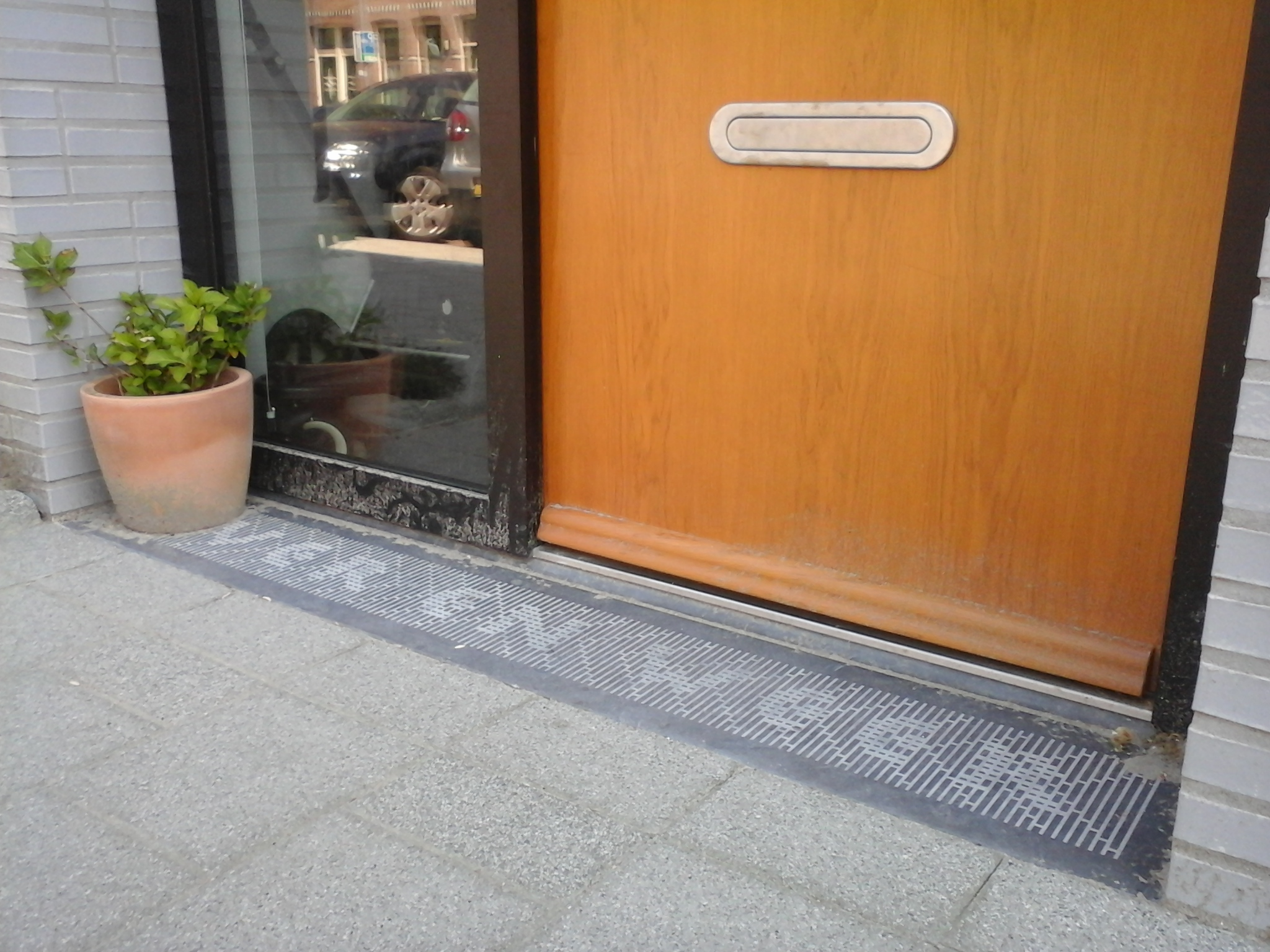
CPO Hooidrift, locatie kunstwerk OVER
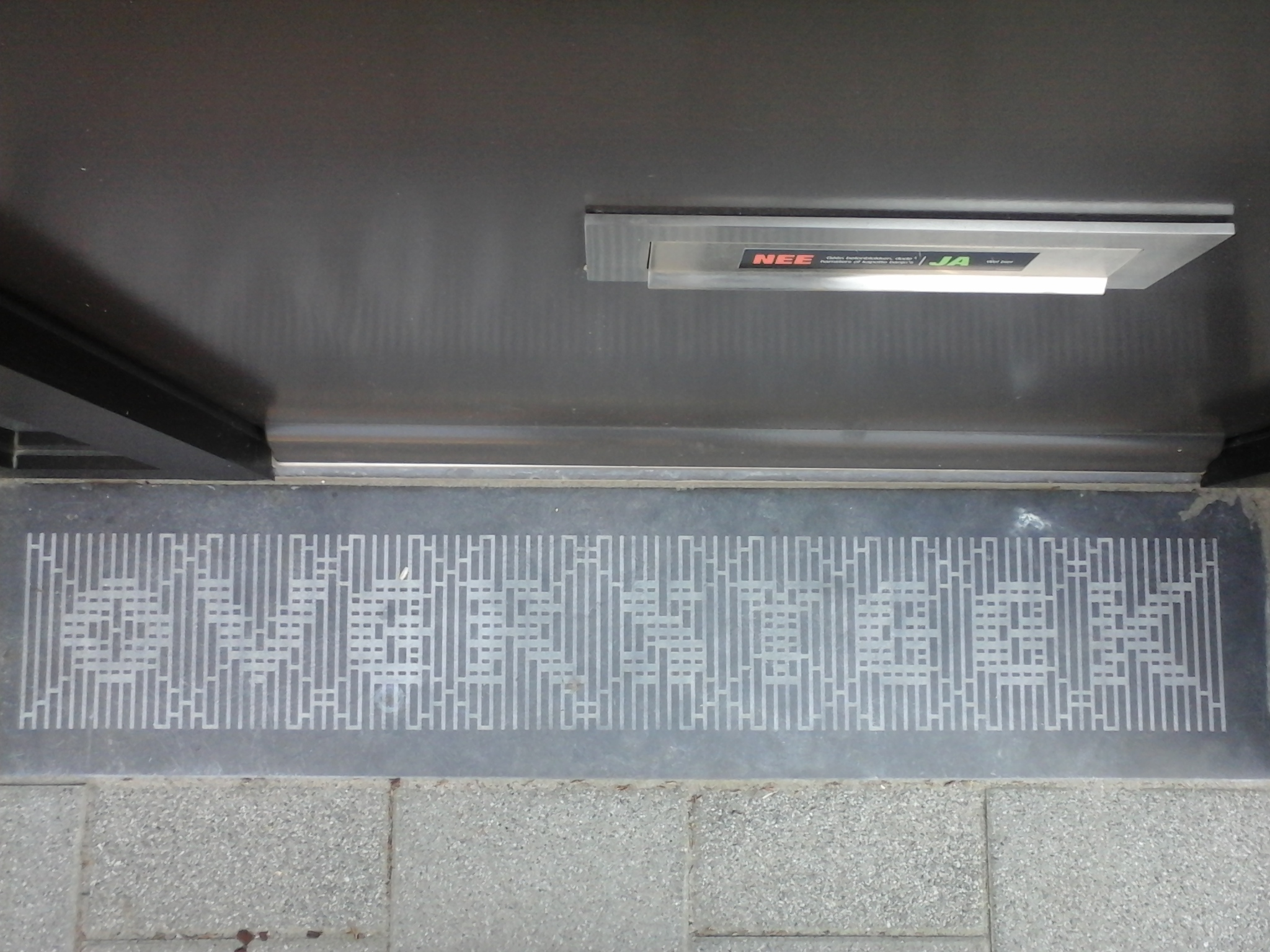
Kunstwerk OVER, Oversteek, 2018
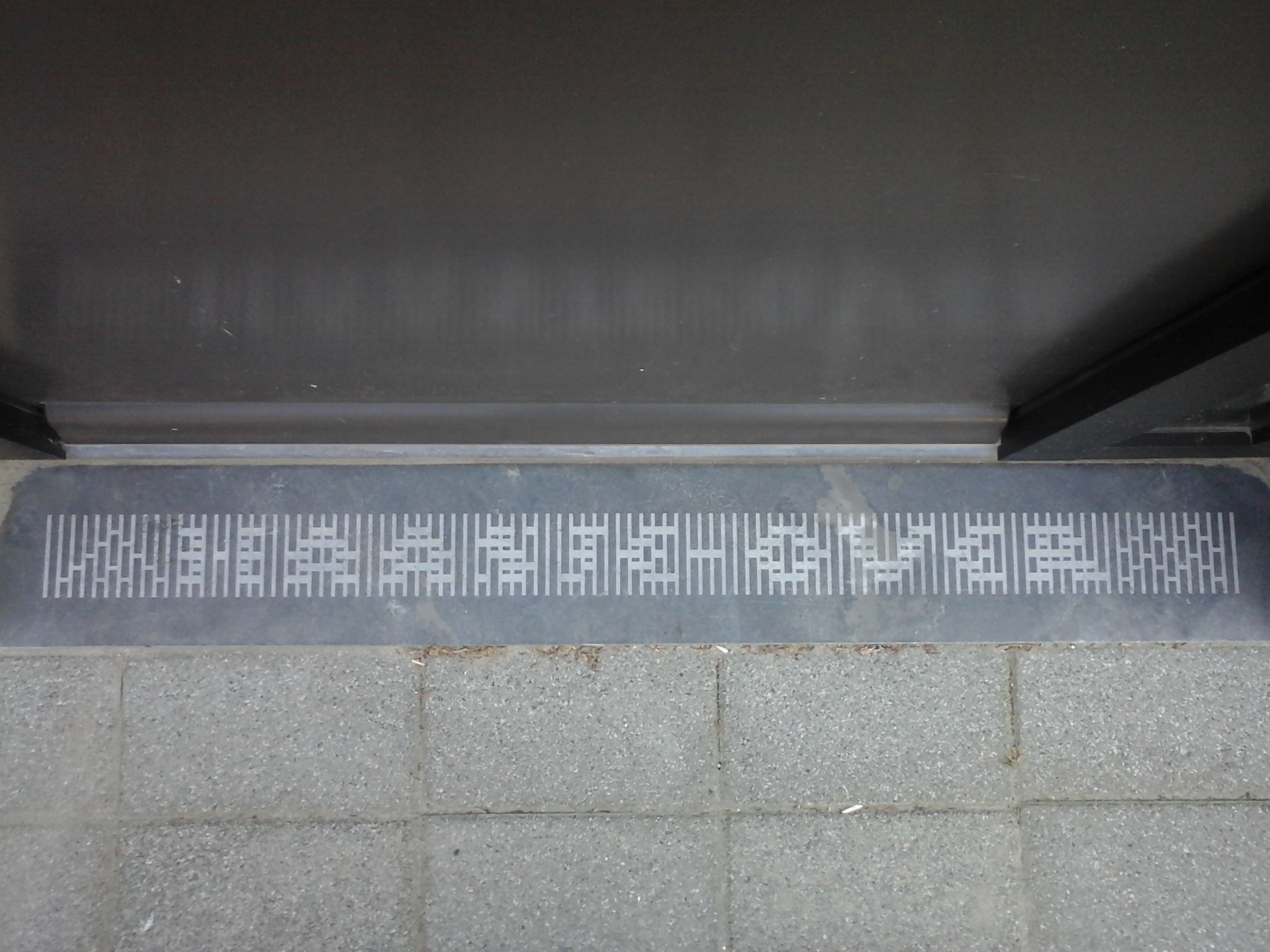
Kunstwerk OVER, Haasje-over, 2018
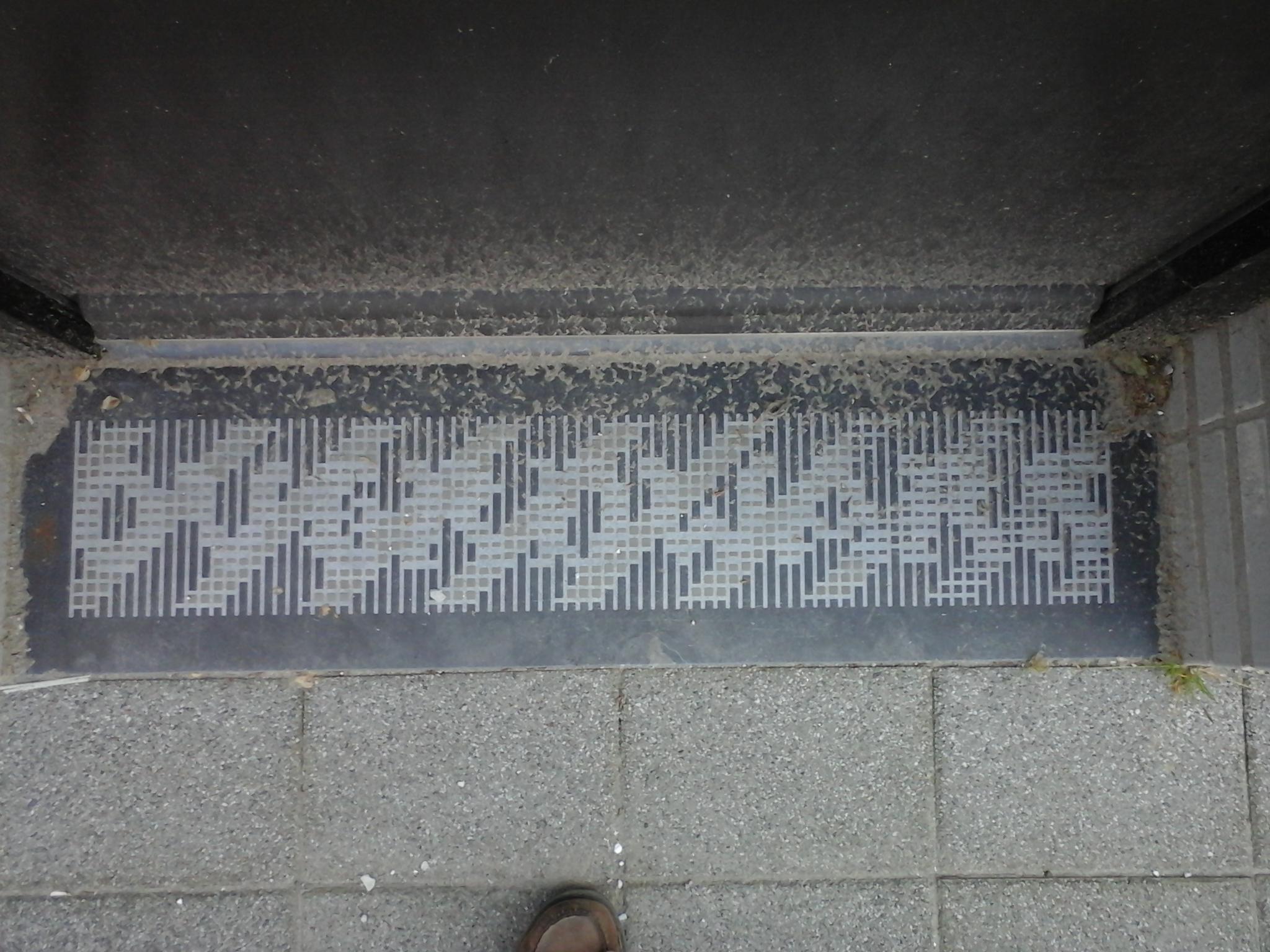
Kunstwerk OVER, Overdwars, 2018
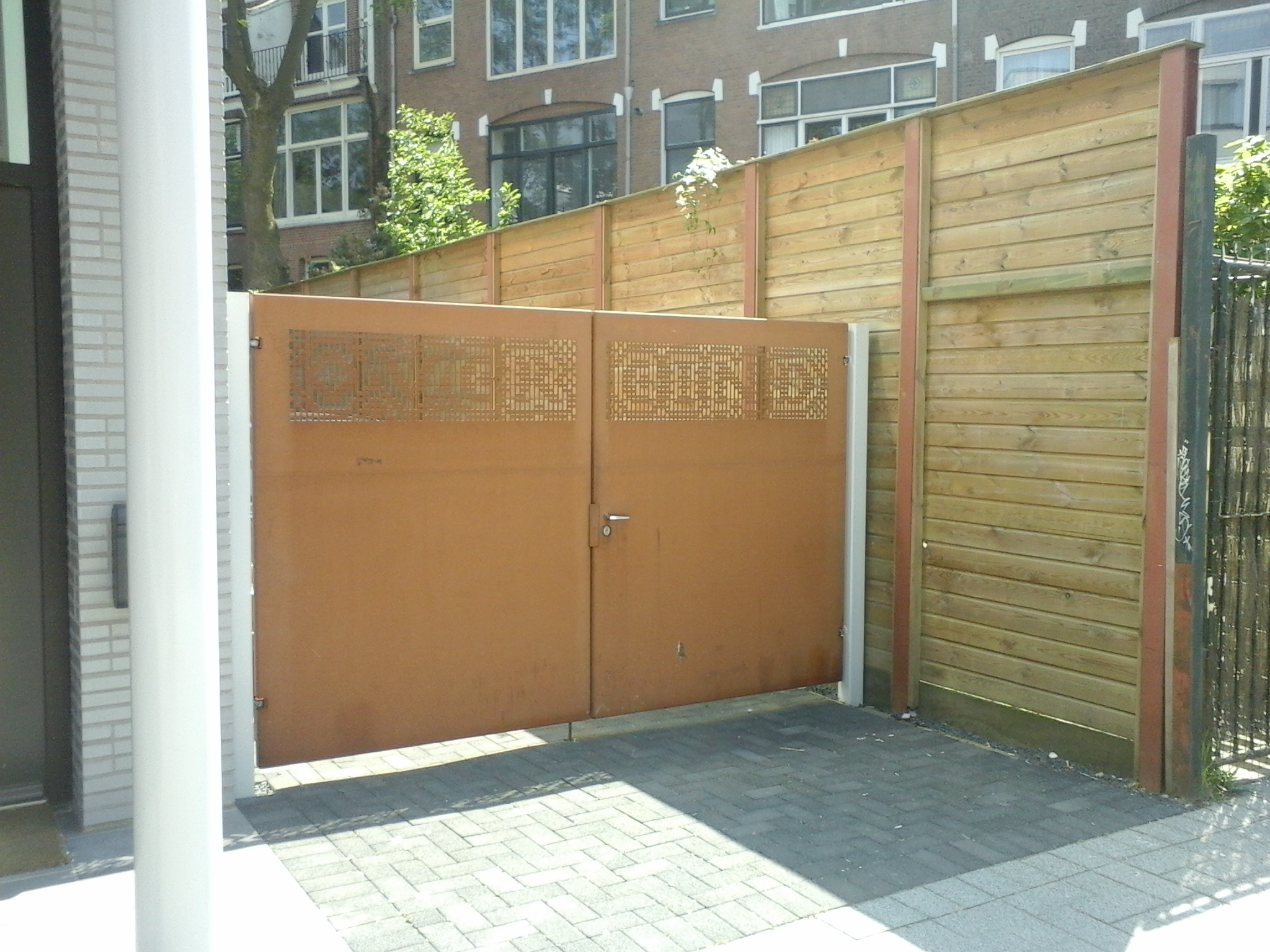
Kunstwerk OVER, Over-eind, 2018